# Irène Gardiol
Irène Gardiol, née le 25 septembre 1937 à Chabrey[à vérifier], est une personnalité politique suisse, membre des Verts.
Elle est présidente des Verts suisses de 1990 à 1992 et députée du canton de Vaud au Conseil national de 1990 à 1994.

## Biographie
Irène Gardiol naît Irène Vodoz, le 25 septembre 1937. Elle est la fille du pasteur Alain Philippe Alexandre Vodoz. Le professeur de littérature Doris Jakubec est sa sœur et le conseiller d'État genevois libéral-radical Olivier Vodoz est son frère. Antoine Vodoz, conseiller d'État vaudois et conseiller national, est leur oncle paternel,. 
Elle est présidente de l'Association vaudoise de protection des consommatrices jusqu'en 1981. Elle travaille à la Fédération romande des consommateurs (FRC), dont elle est vice-présidente, puis présidente à partir de mai 1981, succédant à Michèle Sandrin. Sensibilisée à la lutte pour la protection des eaux, elle crée un mouvement de consommateurs pour la suppression des phosphates dans les détergents. Sur le plan fédéral, ces produits sont interdits dans les poudres à lessive en 1986. C'est également en 1986 qu'elle quitte la présidence de la FRC, remplacée par Marie-Antoinette Crelier.
Dans les années 1990, elle est présidente romande de la Fédération suisse pour l'éducation des adultes.
Elle est mariée et mère de deux enfants.

## Parcours politique
Irène Gardiol est membre des Verts.

### Conseillère nationale
En 1987, elle est choisie par le Groupement pour la protection de l'environnement être l'une des deux têtes de listes pour l'élection au Conseil national avec le conseiller national sortant Daniel Brélaz. Elle n'est pas élue en 1987, mais elle entre au Conseil national en février 1990, remplaçant Daniel Brélaz qui a lui été élu à la municipalité de Lausanne. Lors des élections fédérales du 20 octobre 1991, elle est réélue au Conseil national, devançant de peu Philippe Biéler. Elle y reste jusqu'en mai 1994. 
En avril 1994, elle annonce sa démission du Conseil national, mentionnant sa fatigue et sa lassitude par rapport à la fonction. Elle dit aussi ne jamais avoir réussi à s'intégrer au Conseil national au raison de la concurrence entre élus, même au sein du parti, et des différences culturelles entre élus romands et alémaniques. Au moment de son départ, le journaliste Michel Zendali la qualifie de l'une des "figures les plus populaires" des Verts romands. Philippe Biéler, premier viennent-ensuite, ayant entretemps été élu au Conseil d'État vaudois, c'est Roland Ostermann qui lui succède.

### Présidente du Parti écologiste suisse
En octobre 1990, elle est élue présidente des Verts suisses, fonction qu'elle conserve jusqu'en 1992. Elle succède au conseiller national thurgovien Peter Schmid. C'est sous sa présidence que les Verts décident de lancer un référendum contre les Nouvelles lignes ferroviaires à travers les Alpes en octobre 1991. En avril de l'année suivante, elle préside également l'assemblée qui décide de soutenir le référendum du Groupe pour une Suisse sans armée contre l'achat de FA-18. En septembre 1992, elle annonce son intention de quitter la présidence du parti. Elle est remplacée en octobre par la zurichoise Verena Diener. 

### Carrière politique dans le canton de Vaud
Lors de l'élection au Conseil d'État vaudois le 4 mars 1990, elle candidate des Verts. Elle termine neuvième sur onze candidats au premier tour, devançant uniquement son collègue de parti Pierre Santschi et par la candidate du Parti ouvrier et populaire. 
Le 3 novembre 1991, elle se présente à nouveau au Conseil d'État, cette fois à une élection complémentaire pour la succession de Marcel Blanc, membre de l'Union démocratique du centre. Les Verts vaudois avaient initialement souhaité présenter Philippe Biéler, qui sera finalement élu en 1994, mais ce dernier a décliné la proposition. Elle est battue au premier tour par Pierre-François Veillon, membre lui aussi de l'UDC.
Elle est ensuite députée au Grand Conseil du canton de Vaud de 1998-2004. Elle siège également au Conseil communal de Pully à partir de 1988 et le préside de 2004 à 2005.

### Positions politiques
Durant le premier semestre de l'année 1990, elle s'engage dans le comité référendaire contre l'arrêté fédéral sur la viticulture qui prévoit des contingentements à l'importation, soulignant que ces derniers nuiraient aux consommateurs. Elle côtoie notamment dans ce comité des politiciens de différents partis, ainsi que des personnalités issues de la grande distribution telles que Karl Schweri,.
En 1992, et même si elle s'abstient lors du vote au parlement, elle soutient l'adhésion de la Suisse à l'Espace économique européen, contre l'avis du Parti écologiste suisse, mais conformément à la position de la section vaudoise du parti,. Elle se retrouve ainsi en porte-à-faux avec le parti qu'elle dirige, notamment lorsque des élus écologistes des différents pays membre de l'Association européenne de libre-échange se retrouvent à Bruxelles en mai 1992 pour signer un manifeste contre l'adhésion à l'EEE. Elle est également favorable à l'ouverture de négociation d'adhésion à l'Union européenne, tout en réservant sa position finale en fonction du résultat des négociations.
En 1993, elle participe à une manifestation à Thonon-les-Bains, en Savoie, contre la construction d'une autoroute sur la rive sud du Léman, avec des écologistes rhônalpins, genevois et vaudois.
En 1994, elle se montre favorable à l'adhésion de la Suisse à l'Accord général sur les tarifs douaniers et de commerce (GATT).